# تصادم (لوست)
"تصادم" (بالإنجليزية: Collision) هي الحلقة الثالثة والثلاثون من مسلسل لوست والحلقة الثامنة من الموسم الثاني.  أخرج الحلقة ستيفن ويليامز وكتبها كل من خافيير جريلو ماركسواش وليونارد ديك. تم بث الحلقة لأول مرة في 23 نوفمبر 2005 على قناة ABC.  ظهرت شخصية آنا لوسيا كورتيز في فلاشباك الحلقة.

## الحبكة

### الفلاشباك
أظهرت الفلاشباك أن آنا لوسيا كانت ضابطة في قسم شرطة لوس أنجلوس، وكانت قد أصيبت برصاص أحد المشتبه بهم أثناء مداهمتها عملية سطو.  بعد تعافيها، تجد صعوبة في التعامل مع ضغط العمل.  عندما علمت أن المشتبه به الذي أطلق عليها النار، جيسون ماكورميك، قد تم القبض عليه واعترف بجريمته، أصبح كل ما عليها فعله هو تأكيد هويته لتثبيت التهمة عليه، لكن بعد أن نظرت إليه، قالت: "إنه ليس هو"، وتم إطلاق سراحه حينها.  ثم تتبعه بنفسها وتواجهه في ساحة انتظار سيارات فارغة. عندما تناديه باسمه يسألها: "هل أعرفك؟"  وفي هذه النقطة قالت: "لقد كنت حامل"، وأطلقت عليه النار ثلاث مرات في صدره ثم شرعت في إطلاق النار عليه ثلاث مرات مرة أخرى في رأسه.

### على الجزيرة
عندما يدرك سعيد أن آنا لوسيا هي من أطلقت النار على شانون، يسحب سلاحه نحوها، لكن إيكو يوقعه أرضًا ويتصارع معه.  أثناء القتال، تُفقد آنا لوسيا وعي سعيد، ثم تجبر ليبي على ربطه بحبال كانو قد استخدموها في صنع نقالة سوير.  ثم يحمل إيكو سوير نحو الشاطئ ليحصل على الرعاية الطبية اللازمة من المجموعة الرئيسية من الناجين وتحديداً جاك.
عندما أجبر الناجون الآخرون من القسم الخلفي آنا لوسيا على إخبارهم بخطتها لحل الموقف، أخبرتهم أن مايكل يجب أن يعود إلى المخيم ويأتي بالذخيرة والحزمة والملابس والطعام لها، لأنها تخطط للعيش في الجزيرة بمفردها.  يغادر مايكل إلى مخيم الناجين من القسم الأوسط.
بالعودة إلى الفتحة الأرضية، بعد أن قام جاك بخفض درجة حرارة سوير باستخدام الدش الموجود في الفتحة، يحاول إقناع سوير بابتلاع الدواء. وعندما لا يتمكن من ذلك، تعرض كيت المساعدة.  تحتضن سوير وتهمس في أذنه ببطء وتقول له أن عليه أن يبتلع الدواء حتى يتحسن.  ثم بالفعل يبتلع سوير الحبة.
عندما علم جاك ولوك بما حدث لشانون وسعيد، طلبا بغضب من إيكو إرشادهما إلى موقع الحادث، لكن إيكو يرفض قائلاً: "آنا لوسيا ارتكبت خطأ"، ويتعرف جاك عليها من اسمها كشخص كان يتحدث معه قبل الصعود على متن رحلة أوشيانيك 815. يعود مايكل ويبلغ جاك بمطالب آنا لوسيا ويوافق مستر إيكو على توصيل جاك 'بمفرده' إلى آنا لوسيا، في حال وافق على عدم أخذ أي أسلحة معه.
بعد أن ترك الناجون الآخرون من القسم الخلفي، ليبي وبرنارد، آنا لوسيا وتبعا جين للعودة إلى المخيم، تستجوب آنا لوسيا سعيد، وتطرح عليه أسئلة غريبة مثل ما إذا كان لديه أي أطفال أم لا. يسألها إذا كانت ستقتله. يقول ربما ينبغي عليها قتله، حيث يبدو من الواضح أنه يعاني من ألم نفسي. رداً على ذلك، تروي له آنا قصتها، قائلة إنها عندما أصيبت بالرصاص، كل ما سمعته كان صوت فرقعة، وبحلول الوقت الذي ارتطمت فيه بالأرض اعتقدت أنها ماتت.  أخبرته أنها تشعر بالموت.  عندما يسألها سعيد عما حدث للرجل الذي أطلق عليها النار، تقول لم يحدث له شيء، ولم يتم العثور عليه مطلقًا.  ثم حررت سعيد بواسطة مشت إيكو، ورمت سلاحها نحوه، وطلبت من سعيد الانتقام منها.  لكن سعيد يرفض قائلاً: "ما الفائدة من قتلك إذا كنا كلانا ميتين بالفعل؟" ويتجه نحو جثة شانون.
في النهاية، يعود بقية الناجين من القسم الخلفي وجين إلى المخيم، حيث تم لم شمل برنارد وروز وكذلك جين وصن.  تنتهي الحلقة بحمل سعيد جثة شانون إلى المخيم، ويتواجه آنا لوسيا وجاك، قائدا مجموعات الناجين، لأول مرة بعد الحادث.

## تطورات
لم يعد تضمين ماجي جريس (شانون) كممثلة رئيسية ويُنسب إليها الآن على أنها "نجمة ضيفة خاصة" عندما تظهر.

## الإستقبال
شاهد 19.29 مليون مشاهد أمريكي الحلقة على الهواء مباشرة. 

## روابط خارجية
- "تصادم" في ABC
- «Collision» على قاعدة بيانات الأفلام على الإنترنت </img>